# Hyporexie
Cet article possède un paronyme, voir Hyperoxie.
L'hyporexie est une perte partielle d'appétit,, sans anorexie.